# Никольский (Жирятинский район)
Никольский — хутор в Жирятинском районе Брянской области, в составе Жирятинского сельского поселения. 
 Расположен в 8 км к юго-востоку от села Жирятино. Население — 14 человек (2010).

## История
Возник в 1920-е годы в Никольской лесной даче (отсюда название); в первой половине XX века также назывался Красный Пахарь.
До 2005 года входил в Жирятинский сельсовет.
| Годы      | 1926 | 1979 | 1989 | 2002 | 2010 |
| --------- | ---- | ---- | ---- | ---- | ---- |
| Население | 60   | 129  | 44   | 24   | 14   |